# Ecolinux
Ecolinux（エコリナックス）は日本で開発されているUbuntuベースの軽量Linuxディストリビューション。
EcolinuxはUbuntuのソフトウェアを用いて、ロースペックマシンの利用者等に最新かつ軽量なオペレーティングシステムを提供することを目指している。

## 特徴
ほぼUbuntuのパッケージを入れ替えただけであるため、Ubuntu互換である。デスクトップ環境にはLXDEを採用している。
日本人が作成したものであるために、日本語入力及び日本語入力に対応している。
標準的なシステムツールといくつかの小さなアプリケーション以外には、インターネットブラウザであるMozilla Firefoxのみがインストールされている。さらにUbuntuに含まれていた数独やチェスなどの小さなカードゲームやパズルゲームなども削除されている。Ubuntuは最初からいくつものサービスが常駐しているが、高速化のため多くが削除されている。
Ecolinuxはウェブブラウザ等の必要最低限の機能しかないため、CDイメージのサイズは400MB程度である。Live CDを使えば、インストール前にハードウェアが適合しているか確認できる。また、Live CDにはUbuntuのインストーラが流用されているためEcolinuxのインストールにも使える。WubiやLubiで安全にインストールすることが推奨され、Wubiでの動作も確認されている。
Ubuntuには収録されていないようなハードウェアドライバのパッケージが多くインストールされており、Ubuntuが動作しないマシンでも動作する可能性がある。
似た趣旨で開発されているものでLinuxBeanがある。

## 姉妹品
Ecolinux以外にもいくつかの種類が存在している。
Ecolinux-ez
無線LANなどのネットワークの設定やアップデートやプリンターの設定等をグラフィカルなアプリケーションで出来るようにしたLinux初心者向けのEcolinux。デスクトップ環境は、Xfceである。
Ecolinux-lx
Ecolinux-lightの後継版。
Light版以上の軽量化、高速動作、操作性の向上を目標としている。LXDEを採用しており、Ecolinuxとほぼ変わらない。
Ecolinux-light(開発終了)
デスクトップマネージャとして軽量なFluxboxを搭載しているさらに軽快なディストリビューション。
Ecolinux-lightはDamn Small Linuxの強化版を目指して開発がスタート。軽いウェブ端末の様なディストリビューションを目指している。
中身はEcolinuxからGNOME系・Xfce系のパッケージを削除し、Fluxboxを追加したもので、見た目は簡素だが動作は軽い。

## 動作スペック
Ecolinuxは動作クロックが166MHz以上のPentium MMX以降のx86互換CPUと128MB以上のメモリを必要とする。
Ecolinux-lightは動作クロックが166MHz以上のPentium MMX以降のx86互換CPUと96MB以上のメモリを必要とする（ただし、LiveCDでの起動はUbuntuと同様のスペックを要する）。

## 開発の再開
- 本ディストリビューションの開発者nkenkouは2009年から2010年2月まで開発活動を一時中止した。その後2010年3月から開発を再開。
- 作者の都合により、更新のペースが落ちることが発表されており[4]、2011年8月4日のリリースを最後に2024年現在までリリースされていない。